# Dorfkirche Metzelthin

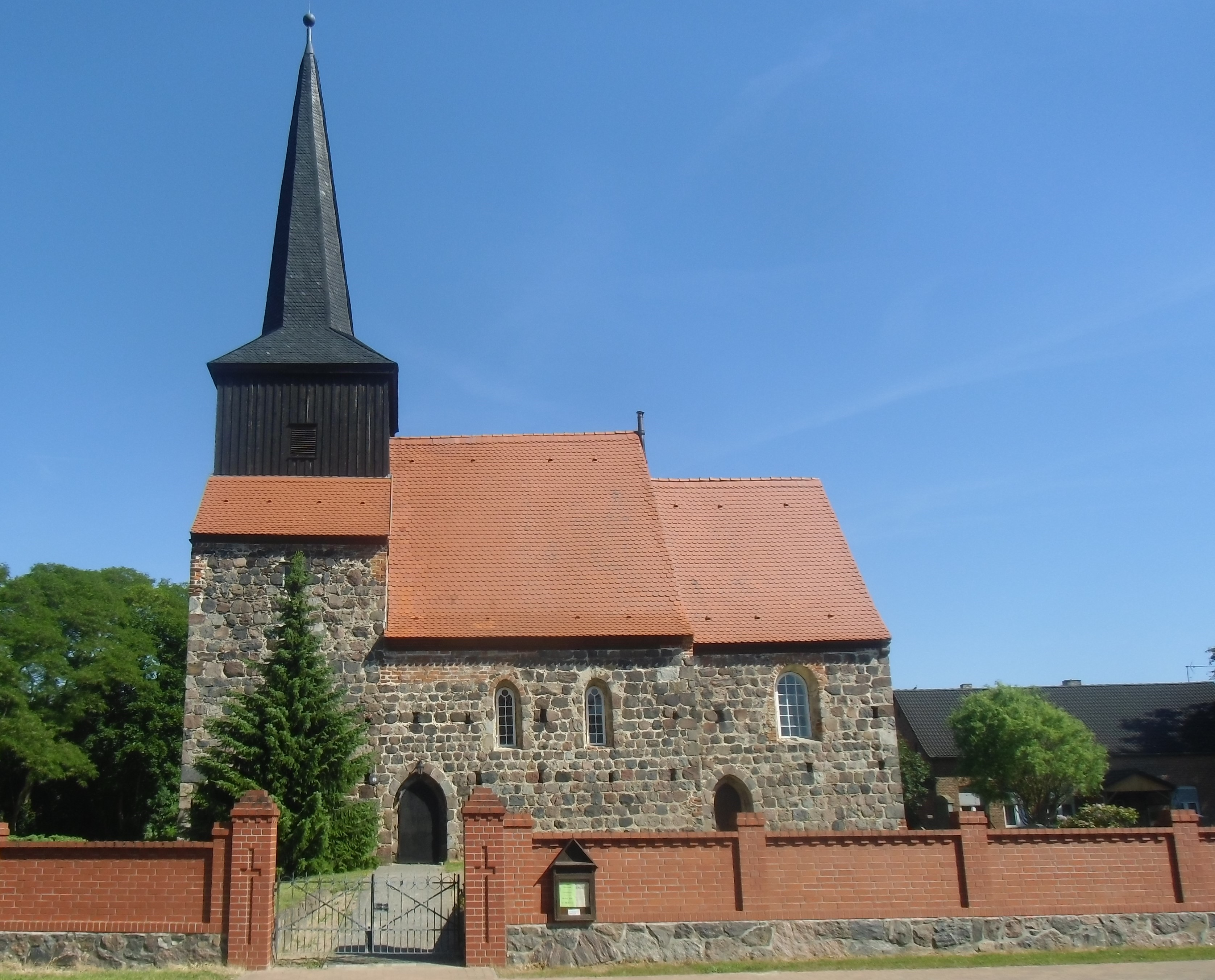
Dorfkirche Metzelthin

Die evangelische, denkmalgeschützte Dorfkirche Metzelthin steht in Metzelthin, einem Ortsteil der Gemeinde Wusterhausen/Dosse im Landkreis Ostprignitz-Ruppin von Brandenburg. Die Kirche gehört zum Pfarrsprengel Wusterhausen im Kirchenkreis Prignitz der Evangelischen Kirche Berlin-Brandenburg-schlesische Oberlausitz.

## Beschreibung
Die Feldsteinkirche wurde in der Mitte des 13. Jahrhunderts erbaut. Die Saalkirche besteht aus einem Langhaus und einem eingezogenen, querrechteckigen Chor im Osten, beide mit Satteldächern bedeckt. Die unteren Geschosse des querrechteckigen Kirchturms im Westen wurden in Breite des Langhauses aus Feldsteinen errichtet und beidseitig mit Pultdächern bedeckt. Darüber wurde er zwischen 1801 und 1815 mit einem aus Brettern verkleideten quadratischen Geschoss aus Holzfachwerk aufgestockt, das den Glockenstuhl beherbergt, in dem zwei mittelalterliche Kirchenglocken hängen, und mit einem schiefergedeckten, achtseitigen Knickhelm bedeckt.
Der Innenraum ist mit einer Flachdecke überspannt. Er beherbergt eine Patronatsloge. Zur Kirchenausstattung gehört ein zweigeschossiger Kanzelaltar von 1710. Die Kanzel wird von Säulen gerahmt. Über dem Altarretabel ist im gesprengten Giebel Jesus Christus als Salvator mundi dargestellt. Die Orgel mit sechs Registern auf einem Manual und Pedal wurde um 1900 von Albert Hollenbach gebaut und 2010 instand gesetzt.